# 飯野郡
- 令制国一覧 > 東海道 > 伊勢国 > 飯野郡
- 日本 > 近畿地方 > 三重県 > 飯野郡

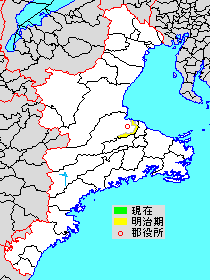
三重県飯野郡の範囲

飯野郡（いいのぐん）は、三重県（伊勢国）にあった郡。

## 郡域
1879年（明治12年）に行政区画として発足した当時の郡域は、松阪市の一部（松名瀬町、西黒部町、西野々町、佐久米町、朝田町、立田町、豊原町、山下町、安楽町、山添町、下蛸路町、八太町、上蛸路町、庄町、御麻生薗町以東かつ松名瀬町、東久保町、川島町、新開町、保津町以西）にあたる。

## 歴史
飯野は、垂仁天皇22年、垂仁天皇の第四皇女・倭姫命が「飯野ノ高宮」で4年間天照大神を祀ったとされる地である。
664年に伊勢神宮の神郡であった多気郡から分割して公領とした。宇多天皇の889年に伊勢神宮に1代限りの再寄進を行い、897年に醍醐天皇への譲位が決まると永遠に神郡に復帰させることとした。

### 近世以降の沿革
- 「旧高旧領取調帳」に記載されている明治初年時点での支配は以下の通り。●は村内に寺社領が存在。（46村）

| 知行 | 知行           | 村数 | 村名 |
| ---- | -------------- | ---- | --- |
| 藩領 | 伊勢津藩       | 31村 | 伊賀町村、陰陽村、久保村、清水村、菅生村、立利村、才田村、上七見村、和屋村、山下村、櫛田村、安楽村、山添村、魚見村、川島村、新開村、腹太村、保津村、六根村、井口村、中河原村、高木村、早馬瀬村、目田村、中万村、下蛸路村、八太村、新屋敷村、上蛸路村、下七見村、松名瀬村 |
| 藩領 | 志摩鳥羽藩     | 7村  | 稲木村、伊勢場村、法田村、御麻生薗村、庄村、阿波曽村、射和村 |
| 藩領 | 紀伊和歌山藩   | 6村  | ●朝田村、古井村、大宮田村、佐久米村、西野々村、西黒部村 |
| 藩領 | 津藩・鳥羽藩   | 1村  | 横地村 |
| 藩領 | 津藩・和歌山藩 | 1村  | 豊原村 |

- 明治4年
  - 7月14日（1871年8月29日） - 廃藩置県により、藩領が津県、鳥羽県、和歌山県の管轄となる。
  - 11月22日（1872年1月2日） - 第1次府県統合により、全域が度会県の管轄となる。
- 明治7年（1874年） - 伊賀町村・陰陽村が豊原村に合併。（44村）
- 明治8年（1875年）（42村）
  - 立利村・才田村が合併して立田村となる。
  - 井口村・中河原村が合併して井口中村となる。
- 明治9年（1876年）4月18日 - 第2次府県統合により三重県の管轄となる。
- 明治12年（1879年）2月5日 - 郡区町村編制法の三重県での施行により、行政区画としての飯野郡が発足。「飯高飯野郡役所」が飯高郡松坂城下に設置され、同郡とともに管轄。

### 町村制以降の沿革

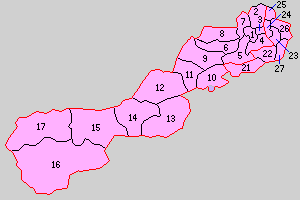
21.射和村 22.神山村 23.櫛田村 24.朝見村 25.西黒部村 26.機殿村 27.漕代村（桃：松阪市 1 - 17は飯高郡）

- 明治22年（1889年）4月1日 - 町村制の施行により、以下の町村が発足。全域が現・松阪市。（7村）
  - 射和村 ← 射和村、御麻生薗村、庄村、阿波曽村
  - 神山村 ← 中万村、上蛸路村、下蛸路村、八太村、山添村、安楽村、山下村
  - 櫛田村 ← 豊原村、櫛田村、清水村、菅生村、上七見村
  - 朝見村 ← 朝田村、下七見村、新屋敷村、和屋村、立田村、佐久米村、大宮田村、西野々村、古井村
  - 西黒部村 ← 西黒部村、松名瀬村
  - 機殿村 ← 六根村、川島村、新開村、保津村、魚見村、腹太村、井口中村、久保村
  - 漕代村 ← 早馬瀬村、高木村、稲木村、横地村、目田村、伊勢場村、法田村
- 明治29年（1896年）4月1日 - 郡制の施行のため、飯高郡・飯野郡の区域をもって飯南郡が発足。同日飯野郡廃止。

## 行政
飯高・飯野郡長
| 代 | 氏名     | 就任年月日                 | 退任年月日                | 備考                           |
| -- | -------- | -------------------------- | ------------------------- | ------------------------------ |
| 1  | 小河義郎 | 明治12年（1879年）         |                           |                                |
| 2  | 大平孝則 | 明治14年（1881年）8月9日   |                           |                                |
| 3  | 椿蓁一郎 | 明治16年（1883年）2月2日   |                           |                                |
| 4  | 土居光華 | 明治20年（1887年）2月25日  |                           |                                |
| 5  | 松岡利弼 | 明治21年（1888年）11月2日  |                           |                                |
| 6  | 山県昌雄 | 明治21年（1888年）12月25日 |                           |                                |
| 7  | 松岡利弼 | 明治22年（1889年）4月23日  |                           |                                |
| 8  | 中村衡平 | 明治22年（1889年）5月13日  |                           |                                |
| 9  | 鈴木隆   | 明治22年（1889年）9月17日  |                           |                                |
| 10 | 伊藤主一 | 明治24年（1891年）4月10日  |                           |                                |
| 11 | 山本如水 | 明治24年（1891年）11月12日 | 明治29年（1896年）3月31日 | 飯高郡との合併により飯野郡廃止 |